# Tò vò ngọc lục bảo
Ampulex compressa là một loài côn trùng cánh màng trong họ Ampulicidae. Loài này được Fabricius miêu tả khoa học đầu tiên năm 1781. Loài này bắt gián và làm tê liệt, đẻ trứng vào gián còn sống nhưng bị chế ngự, ấu trùng sẽ ăn thịt nạn nhân và trưởng thành.
Loài này chủ yếu được tìm thấy trong các vùng nhiệt đới Nam Á, Châu Phi, Đông Nam Á và các đảo Thái Bình Dương. Số lượng nhiều hơn trong những mùa ấm của năm.
A. compressa được du nhập đến Hawaii bởi F. X. Williams trong năm 1941 như một phương pháp kiểm soát sinh học. Điều này đã không thành công vì những khuynh hướng lãnh thổ của loài này, và đặc tính săn mồi ở quy mô nhỏ.

## Hành vi sinh sản và vòng đời
Ngay từ những năm 1940, người ta đã ghi chép hành vi con cái của loài tò vò này chích nọc độc hai lần vào gián (đặc biệt là loài gián Mỹ, gián Úc). Một nghiên cứu sử dụng ghi nhãn phóng xạ đã chứng minh rằng loài tò vò này chích chính xác vào hạch bạch huyết cụ thể của loài gián. Cú chích ban đầu cho một hạch bạch huyết ngực và tiêm nọc độc để làm tê liệt mức độ nhẹ chân trước của nạn nhân. Tình trạng tê liệt sinh hóa thoáng qua này khiến cho con mồi bị chế ngự. Việc mất khả năng di chuyển tạm thời của con gián tạo điều kiện cho tò vò chích nọc độc lần thứ hai tại một vị trí chính xác trong hạch đầu của nạn nhân (não), trong phần điều khiển phản xạ thoát thân. Kết quả của hai cú chích này, con gián bị chích nọc đầu tiên sẽ có biểu hiện lờ đờ, và sau đó trở nên chậm chạp và không thể hiện phản ứng chạy thoát bình thường. Nọc độc của loài tò vò này được cho là có khả năng ngăn chặn các thụ thể cho chất dẫn truyền thần kinh octopamine bên trong cơ thể gián.
Con tò vò tiến hành nhai đứt một nửa của mỗi cọng râu của con gián. Các nhà nghiên cứu tin rằng tò vò nhai râu của gián để bổ sung chất dịch hoặc có thể điều chỉnh lượng nọc độc vì quá nhiều có thể giết chết con gián và quá ít sẽ cho phép con gián phục hồi trước khi ấu trùng tò vò kịp phát triển. Sau đó vì kích thước cơ thể quá nhỏ để có thể tha được cả con mồi trên không, nên tò vò đưa nạn nhân của mình về hang bằng cách kéo một sợi râu của gián như cách người ta kéo một sợi dây xích. Trong hang, con tò vò đẻ trứng lên bụng con gián. Sau đó nó chui ra và lấp kín lối vào hang bằng các viên sỏi, để những kẻ săn mồi khác không thể tìm ra con gián mà cướp mất chứ không phải để con gián khỏi chạy thoát.
Với phản xạ thoát thân đã bị vô hiệu hóa, một con gián đã bị chế ngự nằm trong hang tò vò với những quả trứng của con tò vò khi nở khoảng 3 ngày sau. Ấu trùng tò vò nở và sống trong 4-5 ngày trên thân gián, sau đó nhai tạo đường vào bên trong bụng gián và sống như như ký sinh trùng. Trong khoảng thời gian 8 ngày, ấu trùng tò vò tiêu thụ các cơ quan nội tạng của gián theo thứ tự tối đa hóa khả năng con gián sẽ sống sót, ít nhất là cho đến khi ấu trùng đi vào giai đoạn nhộng và tạo thành một cái kén bên trong cơ thể của gián. Cuối cùng, con tò vò trưởng thành phát triển từ cơ thể của gián để bắt đầu cuộc sống trưởng thành của nó. Phát triển nhanh hơn trong mùa ấm áp.
Con trưởng thành sống trong vài tháng. Giao phối mất khoảng 1 phút, và chỉ có một lần giao phối là cần thiết cho tò vò cái để ký sinh thành công vài chục con gián. Trong khi một số động vật độc hại làm tê liệt con mồi như thức ăn sống cho con non, A. compressa khác ở chỗ ban đầu loài tò vò này khiến gián kém di chuyển và thay đổi hành vi của nó theo một cách độc đáo. Một số loài khác của chi Ampulex cho thấy một hành vi tương tự của con mồi trên gián. Sự ăn thịt của ong chỉ xuất hiện để ảnh hưởng đến phản ứng thoát thân của gián. Trong khi một con gián có biểu hiện khả năng sinh tồn giảm đáng kể (chẳng hạn như bơi lội, hoặc tránh đau) trong khoảng 72 giờ, khả năng vận động như bay hoặc lật ngược là không bị cản trở.

## Hình ảnh

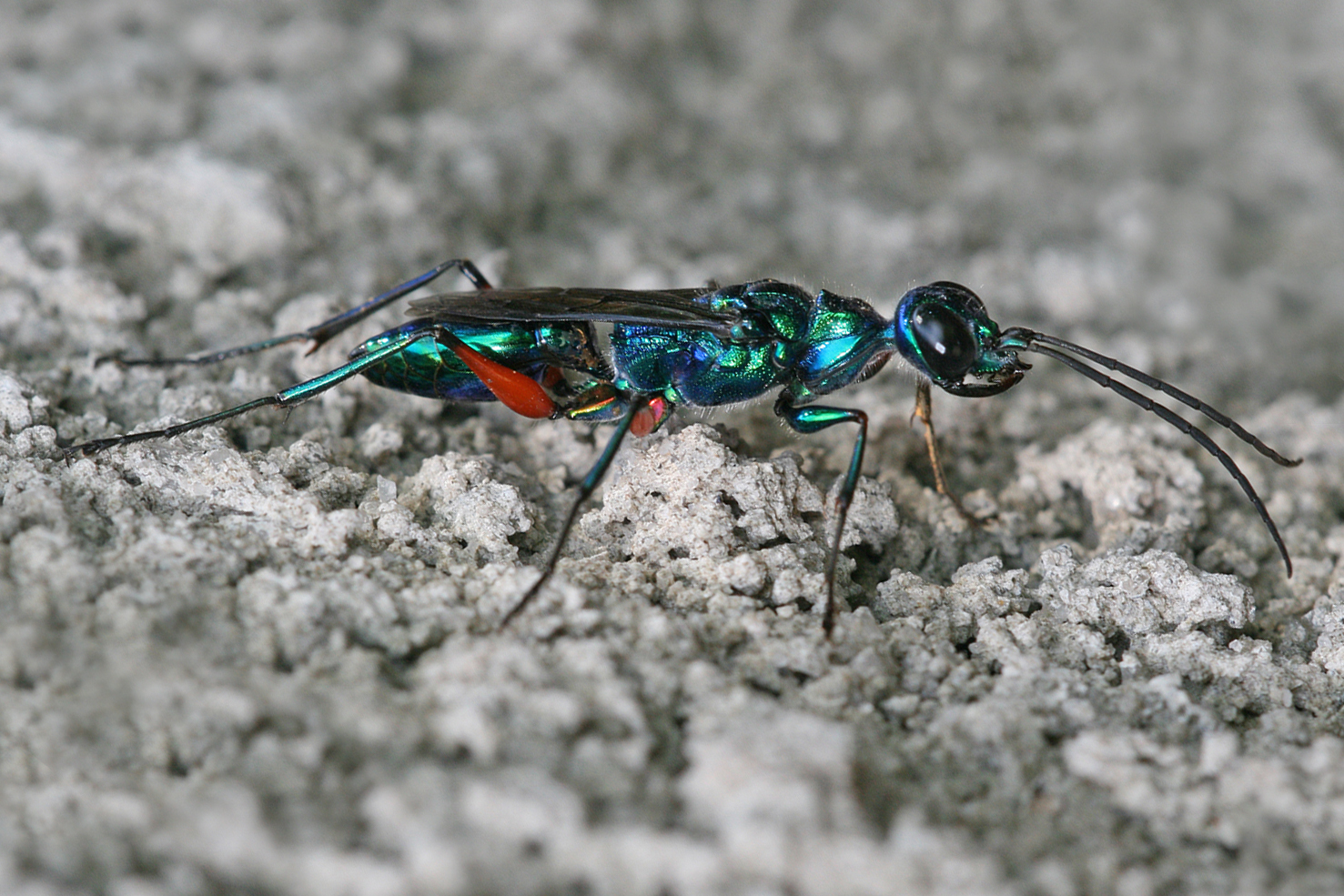
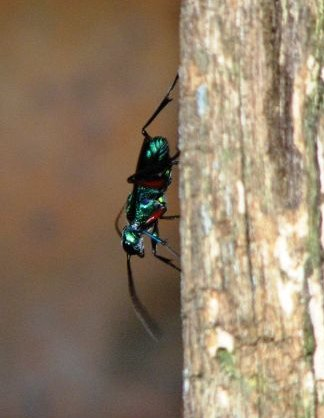
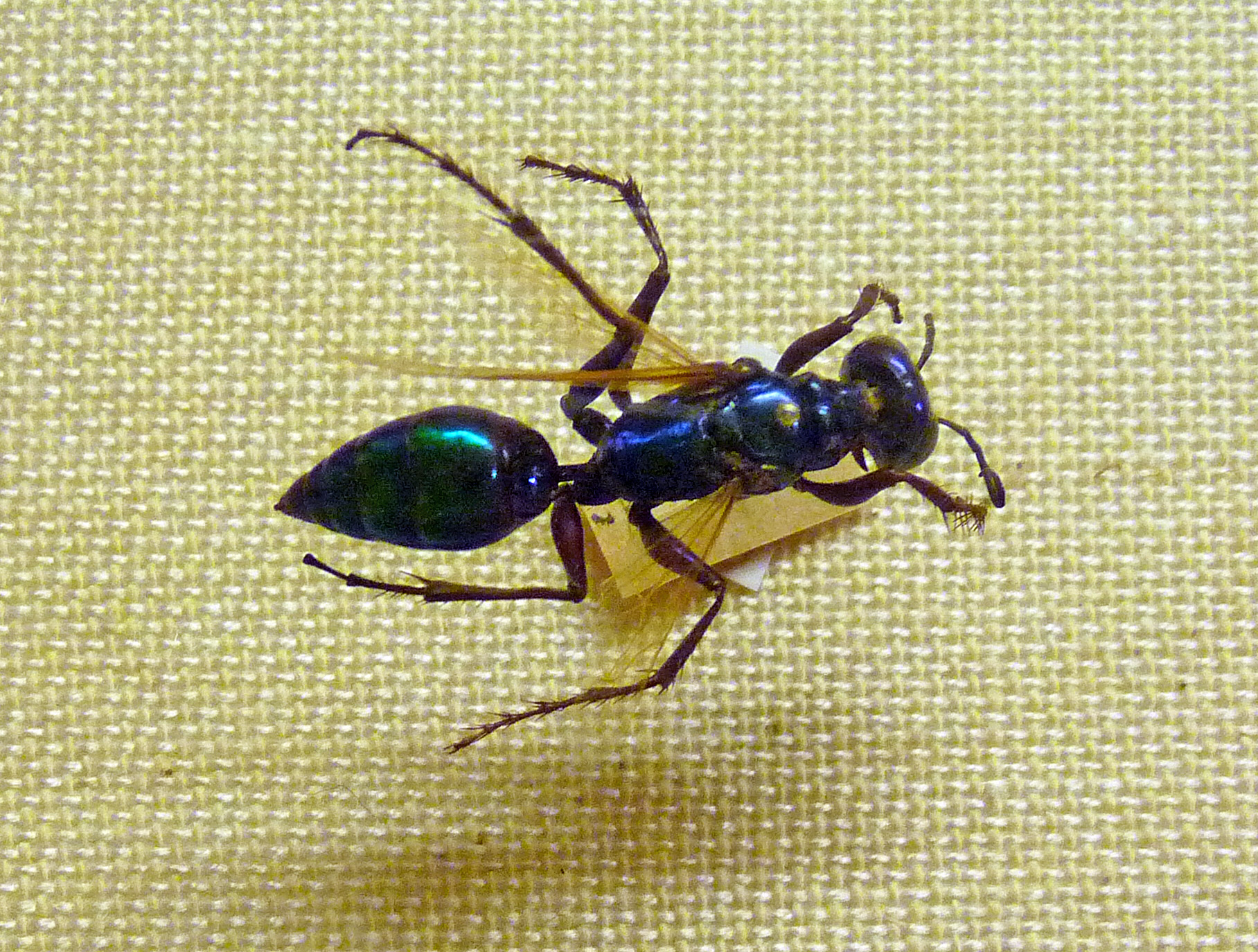
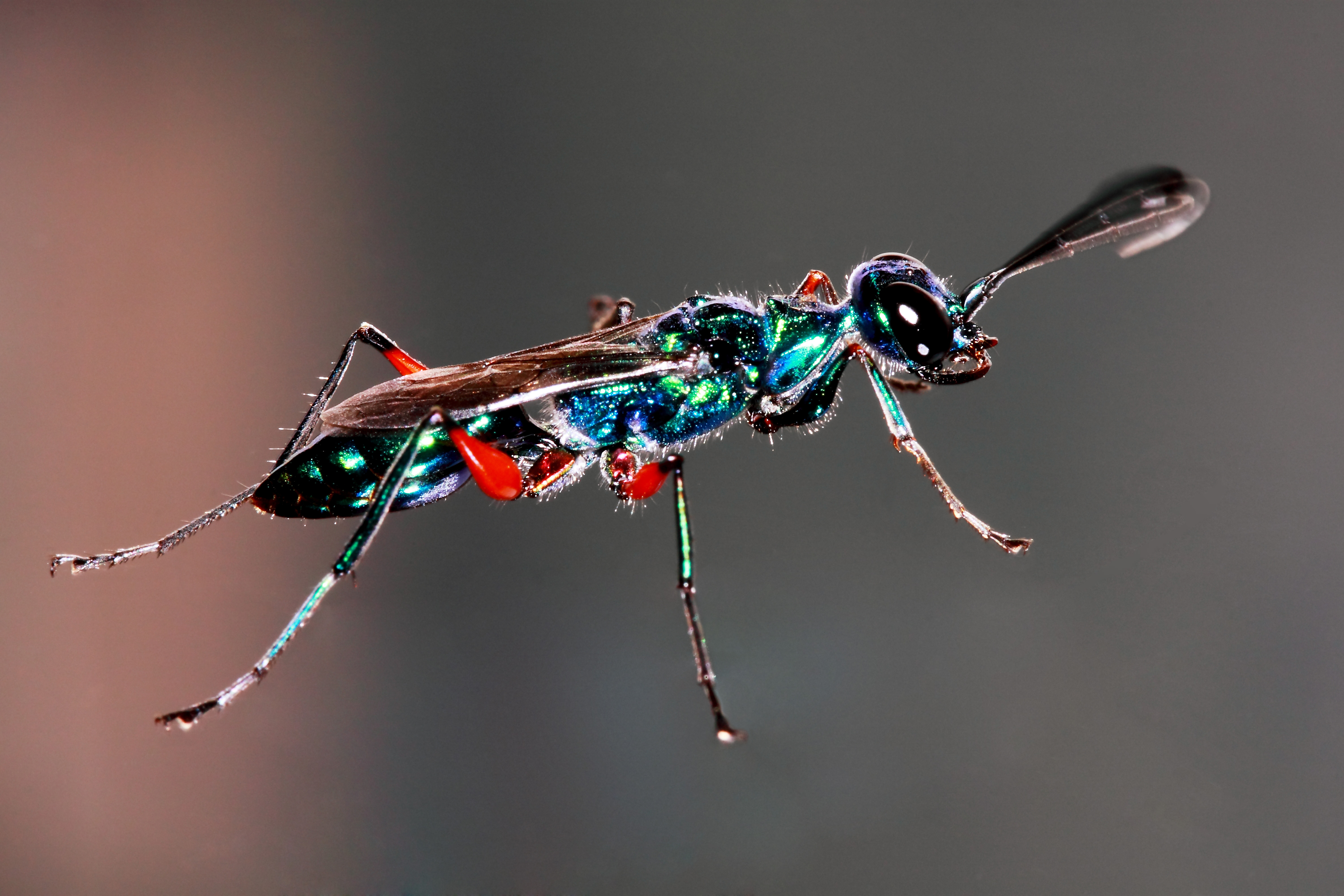